# فرودگاه چینوو
فرودگاه چینوو (به انگلیسی: Chino Airport) یک فرودگاه همگانی بهره‌برداری هوایی با کد یاتا CNO است که یک باند فرود آسفالت دارد و طول باند آن ۱۸۳۶ متر است. این فرودگاه در کشور ایالات متحده آمریکا قرار دارد و در ارتفاع ۱۹۹ متری از سطح دریا واقع شده‌است.